# Мурдинская
Мурдинская — деревня в Великоустюгском районе Вологодской области.
Входит в состав Верхнешарденгского сельского поселения, с точки зрения административно-территориального деления — в Верхнешарденгский сельсовет.
Расстояние по автодороге до районного центра Великого Устюга — 48 км, до центра муниципального образования Верхней Шарденьги — 2 км. Ближайшие населённые пункты — Верхняя Шарденьга, Горбачево, Слободчиково, Бакшеево, Антипово, Ребцово.
По переписи 2002 года население — 16 человек.